# فلور بيلي
فلور بيلي (بالإنجليزية: Fleur Beale)‏ هي كاتبة للأطفال وكاتِبة نيوزيلندية، ولدت في 22 فبراير 1945 في Inglewood, New Zealand ‏ في نيوزيلندا.